# Besseria incompleta
Besseria incompleta là một loài ruồi trong họ Tachinidae.